# Самсонов, Андрей Борисович
Андрей Борисович Самсонов (15 октября 1924, Москва — 22 декабря 1987, Москва) — советский архитектор. Специалист в области крупнопанельного индустриального жилищного строительства. Заслуженный архитектор РСФСР (1975), лауреат Ленинской премии (1980) и двух премий Совета Министров СССР (1973, 1975).

## Биография
Андрей Самсонов родился в Москве 15 октября 1924 года. Принимал участие в Великой Отечественной войне, с 1943 по 1945 год служил в частях 6-й гвардейской танковой армии. В 1948—1954 годах учился в Московском архитектурном институте, в 1954—1961 годах — в школе-мастерской И. В. Жолтовского Института «Моспроект-1». В 1961 году поступил на работу в Московский институт типового проектирования (позднее — Московский научно-исследовательский институт типологии, экспериментального проектирования; МНИИТЭП). Работал главным архитектором проекта, руководителем мастерской № 5 и мастерской № 3 института. С 1971 по 1981 год — директор МНИИТЭП. В 1981—1986 годах — первый заместитель начальника Главного архитектурно-планировочного управления.
Занимался крупнопанельным индустриальным жилищным строительством в Москве.  Построенные при его участии 9-этажный дом из вибропроката на проезде Ольминского и крупнопанельный 12-этажный жилой дом на Земляном Валу послужили основой для типовых домов серий II-57 и II-57А, 13-14-этажных домов на Русаковской улице, в Давыдкове, на Верхней Сыромятнической улице. В качестве руководителя авторских коллективов принимал участие в застройке района Тропарёво, Нагатинской набережной, улицы Коштоянца, Минского шоссе, района Крылатское и других. 
По словам архитектора Л. К. Дюбека, «творчество архитектора А. Б. Самсонова — свидетельство того, как при вдумчивом отношении к делу, при глубоком знании производственных возможностей промышленности, технологии производства и монтажа изделий, работая в тесном содружестве с технологами, можно добиться высокого звучания архитектуры полносборных зданий».
Дважды избирался депутатом Московского городского совета. Жил в Москве по адресу: проспект Вернадского, 11/19. Умер 22 декабря 1987 года. Похоронен на Донском кладбище.

## Реализованные проекты

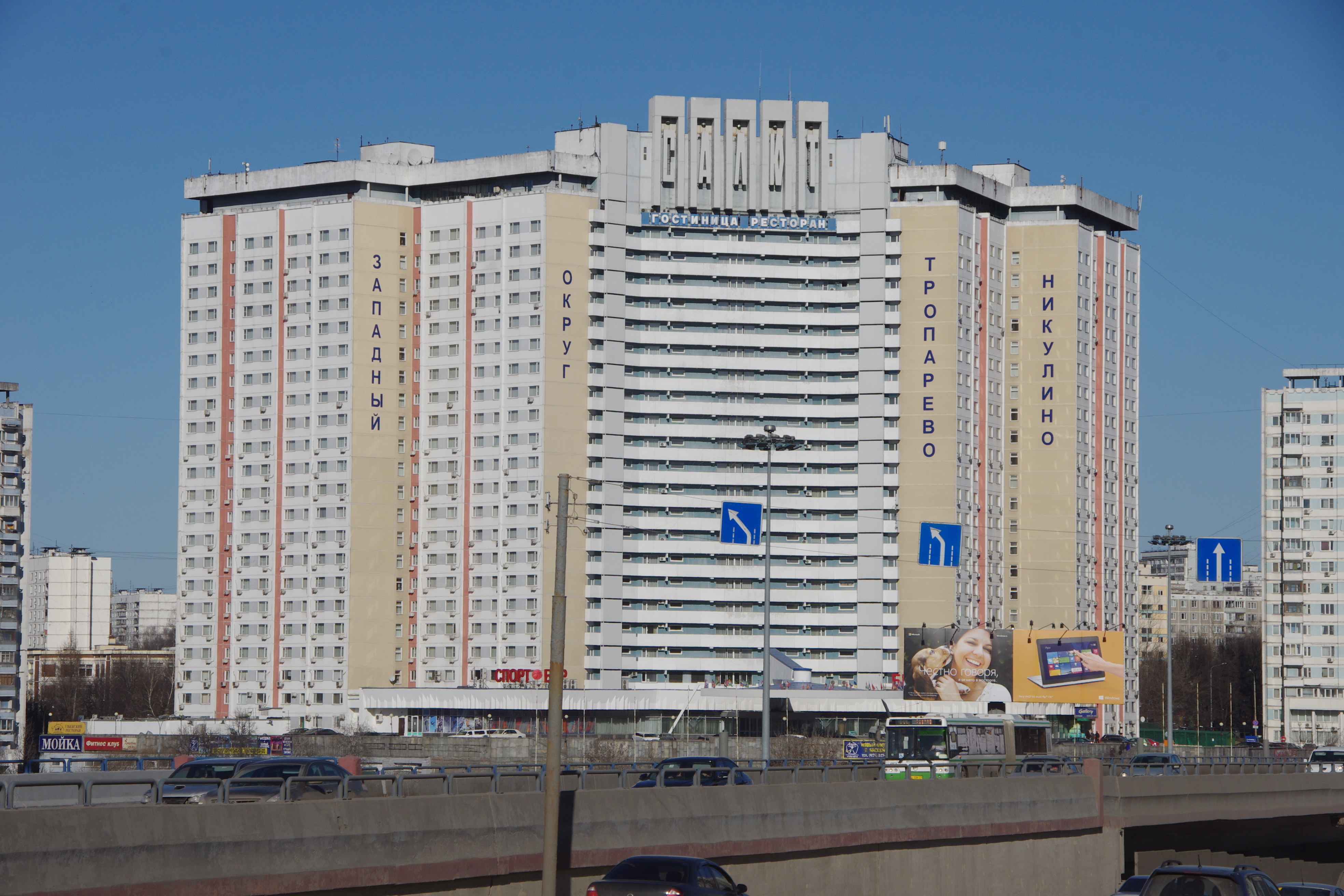
Гостиница «Салют»

- 9-этажный дом из вибропроката (Звёздный бульвар, дом 5; 1963—1964 — коллектив авторов под руководством З. М. Розенфельда)[3]
- Детский сад с бассейном в районе Новогиреево[3]
- Крупнопанельный 12-этажный жилой дом на улице Земляной Вал, 41 (1964—1965; совместно с А. Б. Бергельсоном и З. М. Розенфельдом)[3]
- Группа 9-этажных жилых домов в квартале № 2 района Химки-Ховрино (1966 — совместно с В. И. Коркиной)[3]
- Комплекс 12- и 13-этажных каркасно-панельных жилых домов в Давыдкове (1972 — коллектив авторов; премия Совета Министров СССР, 1973)[3]
- Застройка жилого района Тропарёво (1960—1970-е — коллектив авторов)[3]
- Застройка жилого района Крылатское (1970—1980-е — коллектив авторов)[3]
- Жилые 12-13-этажные дома на Минском шоссе (1974 — совместно с А. Б. Бергельсоном)[3]
- 16- и 22-этажные односекционные жилые дома в Тропарёве и Давыдкове (1974 — совместно с А. Б. Бергельсоном)[3]
- 14-этажный жилой дом на Русаковской улице (1974 — совместно с А. Б. Бергельсоном)[3]
- 17-этажные жилые дома (1974 — совместно с В. И. Коркиной)[3]
- Экспериментальная общеобразовательная школа в Вешняках-Владычине на Косинской улице, 10 (1974 — руководитель авторского коллектива; премия Совета Министров СССР, 1975)[3]
- Жилые дома на улице Коштоянца, 2, 6 и 10 (1980-е — коллектив авторов)[3]
- Гостиничный комплекс «Салют» в Тропарёве на Ленинском проспекте, 158 (1980 — руководитель авторского коллектива)[3]
- Памятник Ленину на Калужской площади (1985 — совместно с Г. В. Макаревичем, скульпторы Л. Е. Кербель и В. А. Фёдоров)[3]

## Участие в архитектурных конкурсах
- Дворец Советов (1958 — коллектив авторов)[3]
- Проект типового кинотеатра (1959 — коллектив авторов; 3-я премия)[3]
- Монумент Победы (1960 — коллектив авторов)[3]
- Реконструкцию и перекрытие стадиона «Динамо» (1961 — коллектив авторов)[3]
- Памятник В. И. Ленину на Воробьёвых горах (1962 — коллектив авторов, скульптор Л. Н. Головницкий)[3]
- Памятник «Героям целины» (1963)[3]
- Экспериментальный жилой район на Юго-Западе — жилой комплекс с развитым общественным обслуживанием (1963—1964; авторский коллектив под руководством архитекторов Б. Р. Рубаненко и Л. К. Дюбека, 2-я премия)[3]

## Награды и звания
- Заслуженный архитектор РСФСР (1975)[3]
- Ленинская премия (1980)[3] — за создание и внедрение принципиально нового метода комплексной застройки в Москве на основе системы единого каталога унифицированных индустриальных изделий
- Две Премии Совета Министров СССР (1973, 1975)[3]
- Почётный строитель Главмосстроя (1984)[3]
- Два Ордена Красной Звезды (1945)[1]
- Орден Отечественной войны II степени (1985)[1]
- Медаль «За боевые заслуги» (1944)[1]
- Медаль «За победу над Германией в Великой Отечественной войне 1941—1945 гг.» (1945)[1]
- Медаль «За взятие Будапешта» (1945)[1]
- Медаль «За взятие Вены» (1945)[1]
- Медаль «За освобождение Праги» (1945)[1]
- Медаль «За победу над Японией» (1945)[1]

## Семья
- Жена — Майя Николаевна Самсонова (1930—2019) — архитектор, дочь советского государственного деятеля Н. А. Вознесенского[5][6]
  - Дочь — Елена — архитектор[5]